# Scala aumentata
Facente parte delle scale esatoniche, la scala aumentata è una scala molto particolare caratterizzata da tre intervalli di un tono e mezzo posti rispettivamente tra il primo ed il secondo grado, tra il terzo ed il quarto grado e tra il quinto e il sesto grado.
Caratterizzata oltre dagli intervalli citati prima, anche da tre intervalli di un semitono posti rispettivamente tra il secondo ed il terzo grado, il quarto ed il quinto grado e tra il sesto e settimo grado.
```
I       II       III       IV       V       VI       VII
  Tono♯     Semi     Tono♯     Semi   Tono♯     Semi
```

## Esempio: scala aumentata di Do (metodo 1)
La sequenza intervallare quindi sarà (T = tono, s = semitono):
T♯, s, T♯, s, T♯, s
Applichiamolo alla scala di Do per avere la aumentata di Do:
Do, Re♯, Mi, Fa♯♯, Sol♯, La♯♯, Do
Riscrivendola in maniera corretta:
Do, Re♯, Mi, Sol, Sol♯, Si, Do

## Esempio: scala aumentata di Do (metodo 2)
Un altro modo per arrivare alla nostra aumentata è partire dalla struttura intervallare della scala esatonale base:
T, T, T, T, T, T
La nostra scala sarà ottenuta, aumentando di un semitono il 2º, 4º e 6º grado della struttura :
T#, T♭, T♯, T♭, T♯, T♭
(per effetto di tale aumento, gli stessi gradi vedranno aumentare la distanza ad un tono e mezzo dal grado precedente, mentre si ridurrà a mezzo tono la distanza dal successivo)
Prendiamo la scala esatonale di Do:
Do, Re, Mi, Fa♯, Sol♯, La♯, Do
Applichiamo la struttura intervallare aumentata:
Do, Re♯, Mi, Fa♯♯, Sol♯, La♯♯, Do
Riscriviamo in maniera corretta:
Do, Re♯, Mi, Sol, Sol♯, Si, Do